# Karel C. Berkhoff
Karel Cornelis Berkhoff (geboren 1965) ist ein niederländischer Historiker mit dem Schwerpunkt Holocaust in der Ukraine und arbeitet als leitender Forscher am NIOD-Institut für Kriegs-, Holocaust- und Völkermordstudien in Amsterdam.

## Ausbildung
Berkhoff studierte Geschichte und Russistik an der Universität Amsterdam, schloss 1992 den M.A. in Sowjetischen Studien an der Harvard University ab und promovierte 1998 als Historiker an der University of Toronto bei Paul Robert Magocsi am Lehrstuhl für Ukrainistik.

## Wissenschaftliche Karriere
Berkhoff unterrichtet seit 2003 an der Universität Amsterdam und leitet dort den Master-Studiengang zum Thema Holocaust und hält Vorlesungen im Bachelor-Studiengang zum Thema „Massenmord und Gesellschaft“.
Bis 2010 arbeitete Berkhoff als Forscher am Zentrum für Holocaust und Genozid-Studien in Amsterdam und  nach dessen Fusion mit dem Niederländischen Institut für Kriegsdokumentation zum Institut für Kriegs, Holocaust und Genozidstudien (NIOD) weiter als leitender Forscher.

## Forschung
Berkhoff beschäftigt sich hauptsächlich mit dem Zweiten Weltkrieg in Russland und Osteuropa und gilt als einer der besten Kenner der internationalen Forschung zur Ukraine während des Zweiten Weltkriegs. Er war Berater für die ZDF-Dokumentation „Holocaust“ (2000).
Bekannt wurde Berkhoff für seine Studie „Harvest of Despair“ zum Reichskommissariat Ukraine, „die auf absehbare Zeit Standards zur Geschichte der Region zwischen 1941 und 1944 setzen dürfte“. Von bisherigen Studien unterscheidet sich Berkhoff dadurch, dass er unter Verwendung zahlreicher Quellen die Geschichte der deutschen Besatzung vornehmlich aus der Sicht der Opfer darstellt, einem Querschnitt aus dem Alltagsleben, sowohl für die Landbevölkerung und die Stadtbewohner, neben Juden sowie Sinti und Roma auch für sowjetische Kriegsgefangene. Behandelt werden ethnische Identität und politische Loyalitäten, Religion und Volksfrömmigkeit, Verschleppung und Zwangsmigration, Hoffnungen auf Privatisierung des Bodens und auf den Aufstieg in Polizei und Hilfsverwaltung, sowie die folgenden Enttäuschungen und die Zerstörung des Landes.
Schwerpunktmäßig beschäftigte sich Karel Berkhoff seither mit dem Massaker von Babyn Jar, dessen (medialer) Darstellung und der Pflege des Gedenkens und leitete zuletzt den Aufbau einer Online-Bibliografie über Fotografie des Holocausts.

## Kontroverse um das Babyn Jar Holocaust Gedenkzentrum
Von Februar 2017 bis Januar 2020 war Berkhof leitender Historiker des Holocaust-Gedenkzentrums Babyn Jar in Kiew, das von Michail Fridman und anderen russischen Oligarchen mit bis zu 100 Millionen Dollar finanziert werden sollte. Aufgrund nicht abgesprochener, autoritärer Projektänderungen wie der Einführung eines übergeordneten künstlerischen Leiters Ilya Khrzhanovsky und des für Berkhoff zunehmend unsensiblen Umgangs mit der Geschichte durch auf Gesichtserkennung und persönlichen Fragebogen generierten „Smart Guiding“ zur Erzeugung virtuellen Realitäten, „in denen sich die Besucher unter anderem in der Rolle von Opfern, Kollaborateuren, Nazis und Kriegsgefangenen wiederfinden, die gezwungen wurden, Leichen zu verbrennen“ distanzierte Berkhoff sich von diesem Projekt und nahm Abstand von einer Verlängerung seines Vertrages. Berkhoff kritisierte zudem ein Filmprojekt von Khrzhanovsky mit Waisenkindern, die offenbar geistig behindert waren, und mindestens in einem Fall von Opfer sexuellem Missbrauch wurden. Am Film hätten auch russische Neonazis als Laienschauspieler teilgenommen.

## Preise
- Fraenkel Prize in Contemporary History, 2001 from the Wiener Library Kategorie A für das Buch Harvest of Despair:  Life and Death in Ukraine Under Nazi Rule.[8]

## Publikationen

### Bücher
- Harvest of Despair: Life and Death in Ukraine Under Nazi Rule. Harvard University Press, Cambridge 2004, ISBN 978-0-674-02718-3, S. en, JSTOR:j.ctv1p6hnvg (englisch, google.at).
- Motherland in Danger: Soviet Propaganda During World War II. Harvard University Press, Cambridge 2012, ISBN 978-0-674-04924-6, JSTOR:j.ctt2jbqnd (englisch). (Summary article)
- Basic Historical Narrative of the Babi Yar Holocaust Memorial Center. Charity Fund Babyn Yar Holocaust Memorial, Kiew 2018 (englisch, babynyar.org [PDF]).

### Artikel und Buchbeiträge
- Ukraine under Nazi Rule (1941–1944): Sources and Finding Aids (in , vol. 45, nr. 1 en nr. 2, 1997). In: Jahrbücher für Geschichte Osteuropas. Band 45, Nr. 2, 1997, S. 273–309, JSTOR:41049902 (englisch).
- Mit Marco Carynnyk: The Organization of Ukrainian Nationalists and Its Attitude toward Germans and Jews: Iaroslav Stets'ko's 1941 Zhyttiepys. Band 23, Nr. 3-4, 1999, S. 149–184 (academia.edu).
- The ‘Russian’ Prisoners of War in Nazi-Ruled Ukraine as Victims of Genocidal Massacre (in , vol. 15, nr. 1, 2001). In: Holocaust and Genocide Studies. Band 15, Nr. 1, 2001, S. 1–32, doi:10.1093/hgs/15.1.1 (englisch).
- The Great Famine in Light of the German Invasion and Occupation. In: Harvard Ukrainian Studies. Band 30, Nr. 1-4, 2008, JSTOR:23611471 (harvard.edu).
- «ПОГОЛОВНОе УНичТОЖеНие еВРейСКОГО НАСеЛеНия»: ХОЛОКОСТ В СОВеТСКиХ СМи (1941–1945). In: ГоЛоКоСТ І СУчАСНІСТЬ. Vollständige Vernichtung der jüdischen Bevölkerung: Der Holocaust in den sowjetischen Medien (1941–1945). Band 1, Nr. 7, 2010, S. 62–122 (ukrainisch, kyiv.ua [PDF]).
- Babi Yar: Site of Mass Murder, Ravine of Oblivion. United States Holocaust Memorial Museum, Washington 2011 (ushmm.org [PDF]).
- Total Annihilation of the Jewish Population: The Holocaust in the Soviet Media, 1941–45. In: Michael David Fox, Peter Holquist, und A. M. Martin (Hrsg.): The Holocaust in the East: Local Perpetrators and Soviet Responses. University of Pittsburgh Press, Pittsburgh 2014, ISBN 978-0-8229-6293-9, S. 83–117 (englisch).
- The Corpses in the Ravine Were Women, Men, and Children’: Written Testimonies from 1941 on the Babi Yar Massacre. In: Holocaust and Genocide Studies. Band 29, Nr. 2, 2015, S. 251–274, doi:10.1093/hgs/dcv030 (englisch).
- Dina Pronicheva’s Story of Surviving the Babi Yar Massacre: German, Jewish, Soviet, Russian, and Ukrainian Records. In: Ray Brandon, Wendy Lower (Hrsg.): The Shoah in Ukraine. 2015, ISBN 978-966-378-194-5, S. 291–317 (englisch).
- Bykivnia: how grave robbers, activists, and foreigners ended official silence about Stalin’s mass graves near Kiev. In: Élisabeth Anstett, Jean-Marc Dreyfus (Hrsg.): Human remains and identification Subtitle of host publication. Mass violence, genocide and the 'forensic turn'. Manchester University Press, Manchester 2015, ISBN 978-0-7190-9756-0, S. 59–82 (englisch, researchgate.net).
- Hoe herdacht Kiev na 75 jaar Babi Jar? Wie gedachte Kiew nach 75 Jahren Babi Jar? In: RAAM. 27. Oktober 2016 (platformraam.nl).
- «Трупи у яру належали жінкам, чоловікам та дітям»: письмові свідчення 1941 року про Вбивство у Бабиному Яру. Die Leichen in der Schlucht gehörten Frauen, Männern und Kindern: schriftliche Zeugenaussagen aus dem Jahr 1941 über die Morde in Babyn Jar. In: Голокост і Сучасність. Band 1, Nr. 15, 2017, S. 9–38 (ukrainisch, kyiv.ua [PDF]).
- Mit Manfred Sapper: Aussage in der Heimat der Täter. In: Osteuropa. Band 71, Nr. 1/2, 2021, S. 41–46, JSTOR:27122495 (zeitschrift-osteuropa.de).
- Babyn Yar in Cinema. In: Vladyslav Hrynevych, Paul Robert Magocsi (Hrsg.): Babyn Yar: History and Memory. University of Toronto Press, Toronto 2023, ISBN 978-0-7727-5116-4, S. 327–350 (englisch).
- Soviet Footage from the 1940s and the Holocaust at Babyn Yar, Kyiv. In: Documenting Nazi Crimes through Soviet Film. Band 6, 2025, S. 1–15, doi:10.25969/mediarep/23568 (vhh-project.eu [PDF]).